# Parafia św. Michała Archanioła w Pisarzowicach
Parafia św. Michała Archanioła w Pisarzowicach – parafia rzymskokatolicka z siedzibą w Pisarzowicach, znajdująca się w diecezji opolskiej, w dekanacie Krapkowice.

## Historia
Wioska wzmiankowana w 1285 r., w 1301 roku kościół parafialny  przynależał do Cystersów w Lubiążu. W 1335 r. wyliczona w rejestrze dziesięcin Galharda de Carceribus w archiprezbiteracie głogóweckim. Do czasów husyckich w parafii duszpasterzowali franciszkanie, a po Reformacji Rzeczypospolitej Obojga Narodów, w latach 1580–1646, należała do protestantów. Pisarzowice stały się przynależne do Głogówka. Od 1849 r. stała się ponownie samodzielną parafią. Obecny kościół pochodzi z XIV w., przebudowany w XVIII i XIX w., z licznymi elementami gotyckimi.